# Kaare Larsen
Kaare Oliver Larsen, zw. "Pariser'n" (ur. 10 października 1914 w Oslo, zm. 26 kwietnia 1980 tamże) – norweski zapaśnik walczący w stylu klasycznym. Olimpijczyk z Londynu 1948, gdzie zajął piąte miejsce w wadze średniej do 79 kg.

## Letnie Igrzyska Olimpijskie 1948
| Konkurencja                  | Walki          | Walki                 | Walki              | Walki                       | Walki                    | Klas. końcowa |
| Konkurencja                  | Pierwsza runda | Druga runda           | Trzecia runda      | Czwarta runda               | Piąta runda              | Miejsce       |
| ---------------------------- | -------------- | --------------------- | ------------------ | --------------------------- | ------------------------ | ------------- |
| styl klasyczny, waga średnia | wolny los      | Axel Grönberg (SWE) P | Ernst Kolb (SUI) W | Jean-Baptiste Benoy (BEL) W | Ercole Gallegati (ITA) P | V miejsce     |